# Prekopa, Vransko
Prekopa este o localitate din comuna Vransko, Slovenia, cu o populație de 216 locuitori.